# Hadena pungeleri
Hadena pungeleri là một loài bướm đêm trong họ Noctuidae.